# Frédéric Bazille

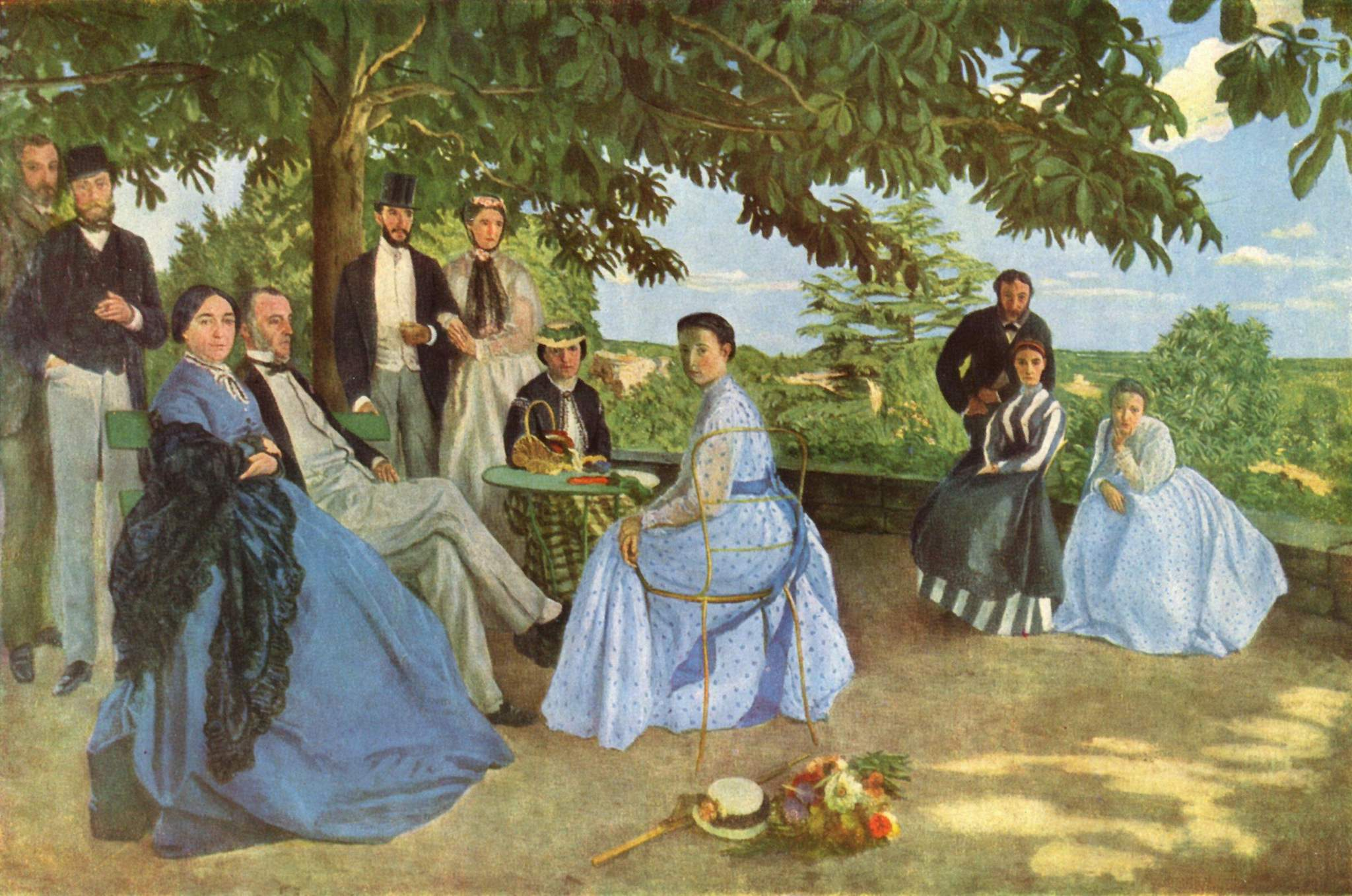
Reunió familiar

Jean Frédéric Bazille (6 de desembre de 1841 - 28 de novembre de 1870) va ser un pintor francès impressionista.
Nascut a Montpeller, en el si d'una família protestant de classe mitjana, Bazille va començar estudiant medicina el 1862. Va tenir amics com Claude Monet, Alfred Sisley, i per ells va conèixer Édouard Manet.

## Obres destacades
- La Robe rose, (1864) -147 x 110 cm, Musée d'Orsay, París
- Atelier de la rue Furstenberg, -80 x 65 cm, Musée Fabre, Montpeller
- Aigues-Mortes, -46 x 55 cm, Musée Fabre, Montpeller
- Autportrait, (1865) -109x72 cm, The Art Institute, Chicago
- Réunion de Famille, (1867) -152 x 230 cm, Musée d'Orsay, París
- Le Pécheur à l'épervier', (1868) -134 x 83 cm, Fondation Rau pour le tiers-monde, Zúric
- Vue de village, (1868) -130 x 89 cm, Musée Fabre, Montpellier
- Scène d'été, 1869 -158 x 158 cm, Cambridge, Harvard University
- La Toilette, (1870) -132 x 127 cm., Musée Fabre, Montpellier
- L'Atelier de la rue Condamine, (1870) -98 x 128.5 cm, Musée d'Orsay, París
- Paysage au bord du Lez, (1870) -137.8 x 202.5 cm, Institut d'Art de Minneapolis, Minneapolis